# ユーリー・ギジェンコ
ユーリー・ギジェンコ（Yuri Pavlovich Gidzenko、ロシア語:Гидзенко, Юрий Павлович、1962年3月26日-）は、ウクライナ・ソビエト社会主義共和国ムィコラーイウ州Elanets出身のウクライナ系ロシア人の宇宙飛行士、ロシア空軍の大佐である。ガガーリン宇宙飛行士訓練センターでテスト宇宙飛行士を務めた。1961年にオルガ・ウラジミロフナ・シャポヴァーロヴァと結婚し、2人の息子セルゲイとアレクセイを儲けた。ロシア連邦英雄受賞者。

## 教育
ギジェンコは1983年にハルキウの高等軍事パイロット学校、1994年にMoscow State University of Geodesy and Cartography (MIIGAiK)を卒業した。

## 経験
1983年にパイロット学校を卒業すると、ギジェンコはパイロットとしてロシア空軍に入隊した。
1987年12月から1989年6月まで、彼はテスト宇宙飛行士の候補として基礎的な訓練を受けた。1989年9月以降には本格的な訓練を受けた。
ギジェンコはパラシュートの訓練の教官も務め、合計145回のパラシュートでの飛行を経験した。
1994年3月から10月まで、彼はユーロミール94のバックアップの機長としての宇宙飛行の訓練を受けた。
1994年11月から1995年8月まで、彼はミールEO-20のために、ソユーズTMでの宇宙飛行のための訓練を受けた。ギジェンコは1995年9月3日から1996年2月29日までミールに滞在し、180日間以上を宇宙で過ごした。
1996年10月、ギジェンコは第1次長期滞在の一員として国際宇宙ステーションに滞在することが決まり、ISSのパイロット及びソユーズの機長としての訓練を始めた。2000年10月31日からISSに滞在し、2001年3月21日まで140日以上を宇宙で過ごした。
2002年4月25日には、欧州宇宙機関のロベルト・ヴィットーリ、宇宙飛行関係者のマーク・シャトルワースとともにソユーズTM-34で機長として再び宇宙を訪れ、9日間を過ごした。